# Alexandre Devoise
Alexandre Devoise, né le 23 mai 1972 au Blanc-Mesnil, est un animateur et chroniqueur de radio et de télévision français.

## Biographie

### Enfance et formation
Alexandre Devoise naît au Blanc-Mesnil et passe son adolescence à Aulnay-sous-Bois, où il commence sa carrière comme DJ avant d’être standardiste à Fun Radio. Il y rencontre Arthur qui l’engage sur son émission Arthur et les Pirates sur Europe 1, où il incarne le personnage du « capitaine Zboub ».

### Animateur de radio
Alexandre Devoise commence sa carrière à la radio en 1991 sur Fun Radio où il assure une chronique. Il a également à son actif un passage sur Europe 1 et une collaboration avec Arthur dans Arthur et les Pirates (Captain Zboub).
De septembre 2002 à juin/juillet 2006, il présente sur RTL2 l'émission Le Grand Bazar, avec Charline Roux et Delphine Mongens, puis Charlotte Pozzi. 
Durant l'été 2011, il arrive sur RTL pour présenter la tranche 5 h-7 h le samedi et le dimanche.
De décembre 2011 à 2014, il présente chaque année sur RTL de 4 h 30 à 7 h le Petit-déj de Noël (le 25 décembre) et le Petit-déj du Nouvel An (le 1er janvier) ainsi que le Déjeuner de Noël le matin du 25 décembre (Ce dernier n'ayant plus lieu à partir de 2013).
Durant l'été 2012, il rempile sur RTL pour la tranche 5 h-7 h du week-end ainsi que l'émission Vacances en France, chaque samedi de 13 h 30 à 15 h avec Jean-Sébastien Petitdemange. Durant l'été 2013, il anime la tranche 5 h-7 h de RTL, désormais en semaine. De décembre 2013 à janvier 2014, pendant les fêtes en plus du matin de Noël et du Nouvel An, il anime également Les Petits matins de Devoise les samedis et dimanches de 4 h 30 à 7 h. Pendant l'été 2014, il anime également la tranche 5 h-7 h en semaine.
Durant l'été 2015, il retrouve la présentation de la tranche 5 h-7 h du week-end. Lors de sa dernière émission, le 23 août, il annonce qu'il quitte la station. On apprend dans la presse qu'il fera sa rentrée sur la station MFM Radio, dans la matinale.
Le 22 août 2019, après quatre saisons sur M Radio, Alexandre Devoise accompagné de Sophie Coste constituent la nouvelle équipe de la matinale de Chérie FM.

### Animateur de télévision
En 1992, Alexandre Devoise commence sa carrière à la télévision sur TF1 dans L'Émission impossible aux côtés d'Arthur, en incarnant le personnage de « Mister pub ».
Arrivant sur Canal+, il est d'abord chroniqueur (notamment responsable de la météo), puis animateur (de 1995 à 1997) de La Grande Famille, en tandem avec Philippe Vecchi. Ensuite, le tandem est transféré le soir : ils animent la 1re partie de Nulle part ailleurs (de 1997 à 2000). En parallèle, il anime le Journal du hard. Pendant la saison 2000-2001, Alexandre Devoise est à la tête de Nulle Part Ailleurs Matin. 
Durant l'été 2002, il anime Côté vacances en quotidienne sur France 3.
D'octobre 2005 à 2007, il présente sur la chaîne NT1 Choc, l'émission, tous les mardis à 20 h 40 pendant deux saisons.
En septembre 2007, il rejoint le groupe M6 et présente à partir du 3 novembre sur W9 une émission 100 % musicale, nouvelle version de La Fureur, un jeu-karaoké animé auparavant par Arthur sur TF1.
En 2008, il présente régulièrement l'émission Le monde des records. Le 13 décembre de la même année, il présente Station Music, inspirée de Nouvelle Star (diffusée auparavant sur M6) avec des musiciens du métro. Il présente également Nouvelle Star, ça continue, toujours sur W9 et sur la chaîne belge Plug RTL.
De septembre 2009 à décembre 2010, il présente sur W9 et sur la chaîne Belge RTL-TVI la première saison du télé-crochet X Factor. En octobre 2010, il présente les émissions Carrément 80, divertissement réunissant les plus gros tubes de cette décennie, et Taxi Cash, un jeu télévisé. Il présente également l'émission À la recherche du nouveau Michael Jackson à l'automne 2010. Enfin, à partir du 15 mai 2011, il anime l'émission Génération top 50.
Fin juin 2011, Alexandre Devoise annonce qu'il quitte W9 pour aller sur France 2. Il y anime des émissions 
en première partie de soirée telles que Sing-Off 100 % Vocal en septembre-octobre 2011 et Vos années télé en janvier 2012
En 2014, il retrouve TF1 pour co-animer le Téléshopping avec Marie-Ange Nardi qui commence a être connu en France.
Dès mars 2024, il présente - en alternance avec d'autres présentateurs -  les tirages du Loto et de l'Euromillions sur TF1.

### Vie privée
Alexandre Devoise est père de deux enfants.

## Bilan artistique et médiatique

### Publication
- Alexandre Devoise, Albert Algoud, Le Fin Mot de l'Histoire, City Éditions, 216 p., 2005  (ISBN 2-915320-36-5)

### Parcours en radio
- 1991-2002 : chroniqueur sur Fun Radio, passages sur Europe 1 et collaborations avec Arthur dans Arthur et les Pirates.
- 2002-2006 : présentateur sur RTL2 de l'émission Le Grand Bazar, avec Charline Roux et Delphine Mongens, puis Charlotte Pozzi.
- 2011-2015 : animateur à plusieurs reprises sur RTL, d'abord de prématinales les week-end de l'été, du Petit-déj de Noël et du Petit-déj du Nouvel An ainsi que du Déjeuner de Noël, coanimateur aussi de l'émission du samedi Vacances en France, avec Jean-Sébastien Petitdemange, animateur ensuite de la prématinale de RTL en semaine durant l'été.
- 2015-2019 : co-animateur de la matinale de M Radio.
- Depuis 2019 : co-animateur de la matinale Le Réveil Chérie sur Chérie FM, avec Sophie Coste puis Tiffany Bonvoisin depuis 2022.

### Émissions de télévision

#### Animation
- 1992-1993 : L'Émission impossible  (TF1)
- 1994-1996 : C'est pas le 20 heures (Canal+)
- 1995-1997 : La Grande Famille (Canal+)
- 1997-2000 : Nulle part ailleurs (Canal+)
- 1998-2001 : Le Journal du hard (Canal+)
- 2000-2001 : Nulle part ailleurs matin (Canal+)
- 2002 : Côté vacances (France 3)
- 2005-2007 : Choc, l'émission (NT1)
- 2007-2009 : Nouvelle Star, ça continue... (W9)
- 2007-2008 : La Fureur le retour (W9)
- 2008 : Station Music (W9)
- 2008-2009 : Qui connaît la musique (W9)
- 2008-2009 : Le monde des records (W9)
- 2009-2010 : X Factor (W9)
- 2010 : Taxi Cash (W9)
- 2010 : À la recherche du nouveau Michael Jackson (W9)
- 2010-2011 : Carrément 80 (W9)
- 2011 : Génération Top 50 (W9)
- 2011 : Génération Dance Machine (W9)
- 2011 : M6 Mobile Mega Jump avec Karima Charni (W9)
- 2011 : Sing-Off 100 % Vocal (France 2)
- 2011 : Le Bétisier de Noël (France 2)
- 2011 : CD’aujourd’hui la spéciale (France 2)
- 2012 : Vos années télé (France 2)
- 2012 : Les stars chantent la tête dans les étoiles (France 2)
- Depuis 2014 : Téléshopping (TF1)
- Depuis 2024 : Tirages du Loto et de l'Euromillions : présentateur (en alternance avec Jean-Pierre Foucault, Christophe Beaugrand, Karine Ferri, Elsa Fayer, Anaïs Grangerac et Inès Vandamme) (TF1)

#### Participations
- 2003, 2012, 2020 : Fort Boyard sur France 2 : candidat
- 2012-2013 : Mot de passe sur France 2 : participant (« maître-mot »)
- Janvier 2020 : Stars à nu diffusée sur TF1 et présentée par Alessandra Sublet : participant aux côtés de Philippe Candeloro, Olivier Delacroix, Baptiste Giabiconi, Bruno Guillon, Satya Oblette et Franck Sémonin. La chorégraphie finale est signée par Chris Marques.
- 2024-2025 : Le Grand Concours sur TF1